# リトルマン・テイト
『リトルマン・テイト』（原題：Little Man Tate）は、1991年のアメリカ映画。ジョディ・フォスター監督・出演。ジョディ・フォスターにとっては初監督作。

## ストーリー
ディディ（ジョディ・フォスター）の息子テイトは4歳で詩を書き、7歳でモーツァルトを弾きこなし、道路に描く落書きも卓越している天才児（ギフテッド）である。天才ゆえに周囲に馴染めずにいる。そんな彼の唯一の話相手はディディである。児童心理学者の勧めもあり、天才児を集めたツアーに参加したり、カレッジに通ったりするが、大人にもなりきれず葛藤する。しかし、周囲の愛に包まれ、徐々に彼の状態は好転していく。天才少年を主人公に、彼の母親、そして児童心理学者の三者の関係から生じる葛藤や成長を描くヒューマンドラマ。

## キャスト
| 役名                      | 俳優                         | 日本語吹替 |
| ------------------------- | ---------------------------- | ---------- |
| ディディ・テイト          | ジョディ・フォスター         | 小山茉美   |
| ジェーン・グリアソン      | ダイアン・ウィースト         | 火野カチコ |
| フレッド・テイト          | アダム・ハン＝バード         | 渡辺菜生子 |
| エディ                    | ハリー・コニック・Jr         | 草尾毅     |
| ジーナ                    | デビ・メイザー               | 一城みゆ希 |
| グラント/ガス・エメリック | デヴィッド・ハイド・ピアース | 江原正士   |
| デーモン                  | P・J・オクラン               | 石田彰     |
| バックナー                | ジョージ・プリンプトン       | 辻親八     |
| ニンベル                  | セリア・ウェストン           | 秋元千賀子 |

- DVDには日本語吹替は収録されていない。